# Raimundas Markauskas
Raimundas Markauskas (* 28. August 1966 in Alytus) ist ein litauischer Politiker.

## Leben
Nach dem Abitur an der 8. Mittelschule Alytus absolvierte er 1991 das Diplomstudium der Mechanik am Kauno politechnikos institutas.
Er arbeitete bei AB „Alytaus tekstilė“. Von 2001 bis 2004 leitete er Bezirk Alytus.
Von 2000 bis 2004 war er Mitglied im Stadtrat Alytus und 2007 im Rat der Rajongemeinde Alytus. Seit 2012 ist er Mitglied im Seimas.
Er war Mitglied der Naujoji sąjunga. Er ist Mitglied der Darbo partija.
Zusammen mit seiner Frau Renata hat er zwei Kinder.